# 테롭소돈
테롭소돈(Theropsodon)은 트라이아스기 중기에 살았던 키노돈트이다. 완모식 표본의 발견지는 탄자니아의 만다 지층(Manda beds)이며 프리드리히 폰 후에네에 의해서 명명되었다.